# روان‌شناسی سیاسی
روانشناسی سیاسی از جمله رشته‌های میان رشته‌ای بوده که در دوران کنونی وارد مباحث سیاسی ـ اجتماعی شده‌است؛ و به بررسی و تحقیق در رفتار سیاست‌مداران نیز نسبت داده می‌شود؛ و یک نوع از سیاست‌شناسی می‌باشد. روانشناسی سیاسی را می‌توان به‌طور کل این‌گونه تعریف کرد:
شناخت و دانش اصول سیاست و تحقیق و جستجوی آن‌ها (تقریباً شبیه به اقتصاد سیاسی).
روانشناسی سیاسی شکلی از سیاست است که به رفتارها و اخلاقیات و روان سیاست مربوط است و می‌توان گفت که به شناخت باورهای سیاسی مربوط است. این نوع روانشناسی را هم می‌توان در رشتهٔ روانشناسی زیر شاخه کرد و هم در شناخت سیاست.
روانشناسی سیاسی دانشی میان رشته‌ای شناخته می‌شود که به بررسی رفتار انسان در عرصه سیاست و عملکردهای سیاسی می‌پردازد. در واقع روانشناسی سیاسی به چرایی رفتارها در مناسبات و تصمیمات سیاسی پرداخته و عمل انجام شده را توصیف و علت یابی می‌کند. از این رو است که در آن از مفاهیمی چون جامعه‌پذیری سیاسی یاد می‌شود.
هدف روانشناسی سیاسی
هدف روانشناسی سیاسی را می‌توان درک روابط متقابل میان افراد و زمینه‌های مختلفی دانست که تحت تأثیر باورها، انگیزه، ادراک، شناخت، پردازش اطلاعات، استراتژی‌های یادگیری، جامعه‌پذیری و شکل‌گیری نگرش سیاسی هستند. روان‌شناسان سیاسی نیز همواره تلاش می‌کنند تا اصول روانشناسی مرتبط با ریشه‌ها و عواقب رفتار سیاسی را درک کنند.